# Porto de Lisboa

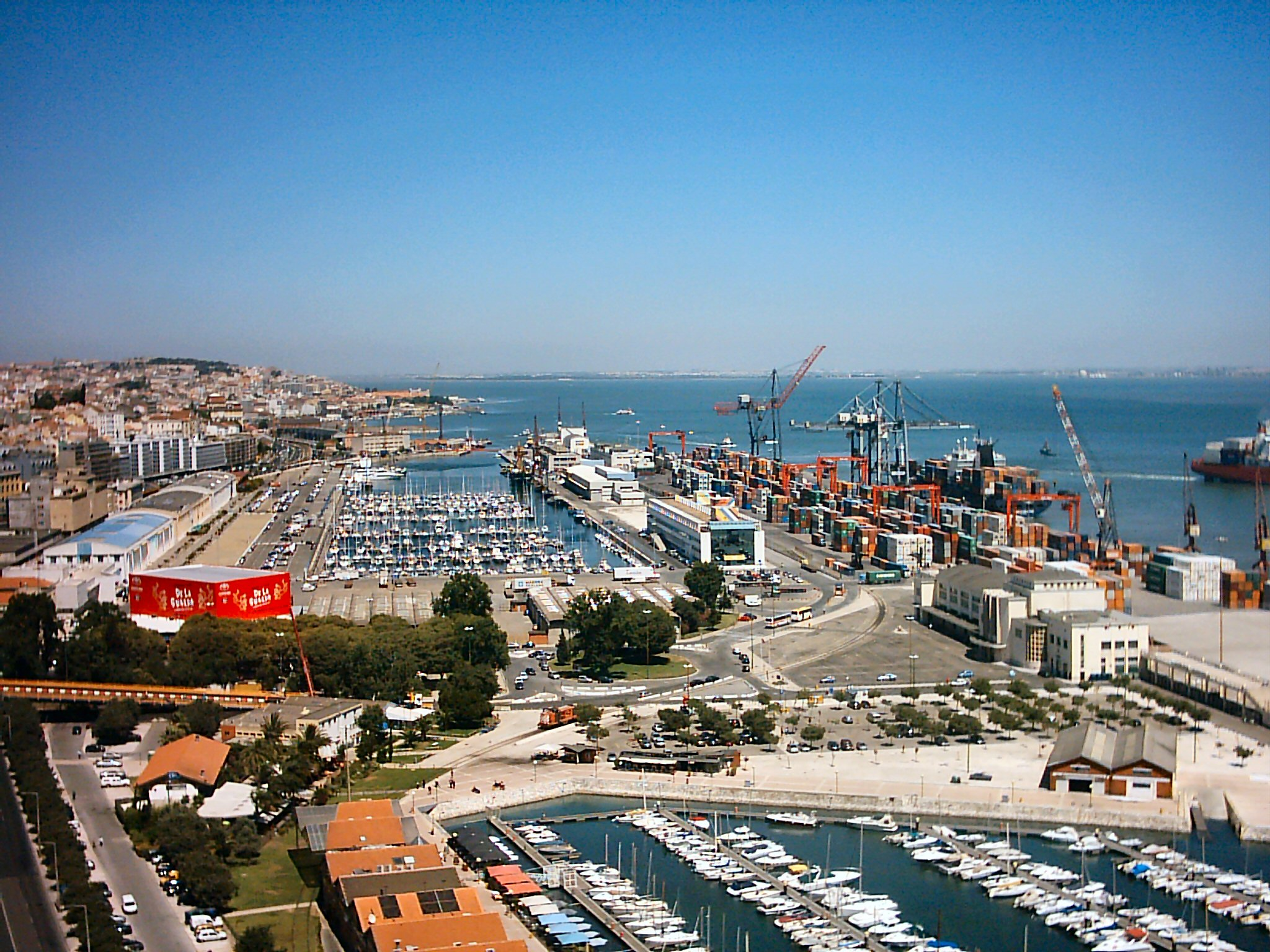
Porto de Lisboa,Portugal.

O Porto de Lisboa é tradicionalmente o primeiro porto comercial português, pelas suas condições naturais ímpares e pela sua história que se confunde com a do País e da cidade em inúmeros aspectos. Foi já o principal e mais avançado centro mundial de construção naval, actividade que procurou retomar durante o século XX, com a construção dos estaleiros da Margueira, encerrados desde 2000 e agora vocacionados para iniciativas imobiliarias. Com as obras lançadas no último quartel do século XIX acalentou-se o sonho de tornar Lisboa um cais da Europa, o que nunca foi conseguido por razões conjunturais diversas. Nos últimos anos, a pressão urbanística e a falta de espírito marítimo têm resultado numa diminuição relativa de movimentos portuários, com a redução significativa de graneis líquidos, por exemplo. Tem-se desenvolvido a vertente de turismo, com os cruzeiros e as actividades marítimo-turísticas, tendo sido desafectadas áreas de operação comercial importantes, nomeadamente em Santos e Cabo Ruivo / Matinha.   
O porto de Lisboa está localizado no encontro das águas do rio Tejo e do Oceano Atlântico, configurando-se num porto natural no estuário do Tejo, totalizando uma bacia líquida de 32 mil hectares, o que lhe possibilita receber navios de qualquer porte, tendo o principal canal de acesso ao porto uma profundidade de -15,5m ZH, mas também oferece condições a modalidades desportivas.
A costa portuguesa, devido ao seu posicionamento, está no cruzamento das principais rotas do comércio internacional e na frente atlântica da Europa. Devido a este posicionamento estratégico, tem estatuto nas cadeias logísticas de comércio internacional e nos circuitos dos cruzeiros.
O porto é dotado de cais em ambas as margem do Tejo. Os terminais de cruzeiros situam-se relativamente próximos da zona central de Lisboa.

## História
Existem dados da presença humana no estuário do Tejo desde a pré-história. Acredita-se na presença dos Fenícios na zona no século XII a.C., que teriam criado um porto comercial na margem norte do rio. A localização estratégica de Lisboa levou à fixação de outros povos, até que em 205 a. C. a cidade é conquistada pelos Romanos; a estes seguiram os Suevos e os Visigodos. Em 714 d.C. os mouros conquistam Lisboa e expandem o porto com o seu comércio mediterrânico e atlântico.
No século XI, com a reorganização da Europa, o tráfego e comércio marítimo cresceram, o que levou D. Afonso Henriques a direccionar a sua conquista para sul com o objectivo de obter apoio ao longo da costa Portuguesa para a conquista da cidade de Lisboa, ponto importante para o domínio do estuário do Tejo, que daria muita importância ao território no contexto europeu. Em 1147 entra no Tejo uma frota de 164 navios com um exército de cruzados que desempenharam um papel crucial na conquista da cidade de Lisboa e mais tarde na defesa desta. No século XIII os métodos de navegação desenvolvem-se muito e em consequência as embarcações também, construindo-se navios de grande dimensão e capacidade. Nascem também as primeiras linhas do Mediterrâneo para Inglaterra e Norte da Europa, sendo Lisboa paragem obrigatória a todos os navios que passam pela costa portuguesa.
É no reinado de D. João I que, a partir do porto de Lisboa, se dá o início à descoberta de novos povos e novos comércios, aumentando a fronteira do mundo já conhecido e transformando o porto de Lisboa num ponto importante para todo o comércio global. Foi nesta época que se fortaleceu a segurança e a vigilância da entrada no estuário do Tejo sendo erguidas fortalezas na sua margem esquerda desde Cabeça Seca até Almada.
Nos séculos XVI e XVII, com o comércio luso-espanhol desembarcavam em Lisboa produtos vindos do Brasil como madeiras, açúcar e ouro. Em 1755 como terramoto de Lisboa toda a cidade foi reconstruída tendo em vista o comércio. Já no século XIX existe necessidade de modernizar o porto de Lisboa, fazem-se estudos e projectos e em 31 de Outubro de 1887 são inauguradas as grandes obras no porto de Lisboa por D. Luís I.

## Terminais de cargas[1]
Contentores de Alcântara

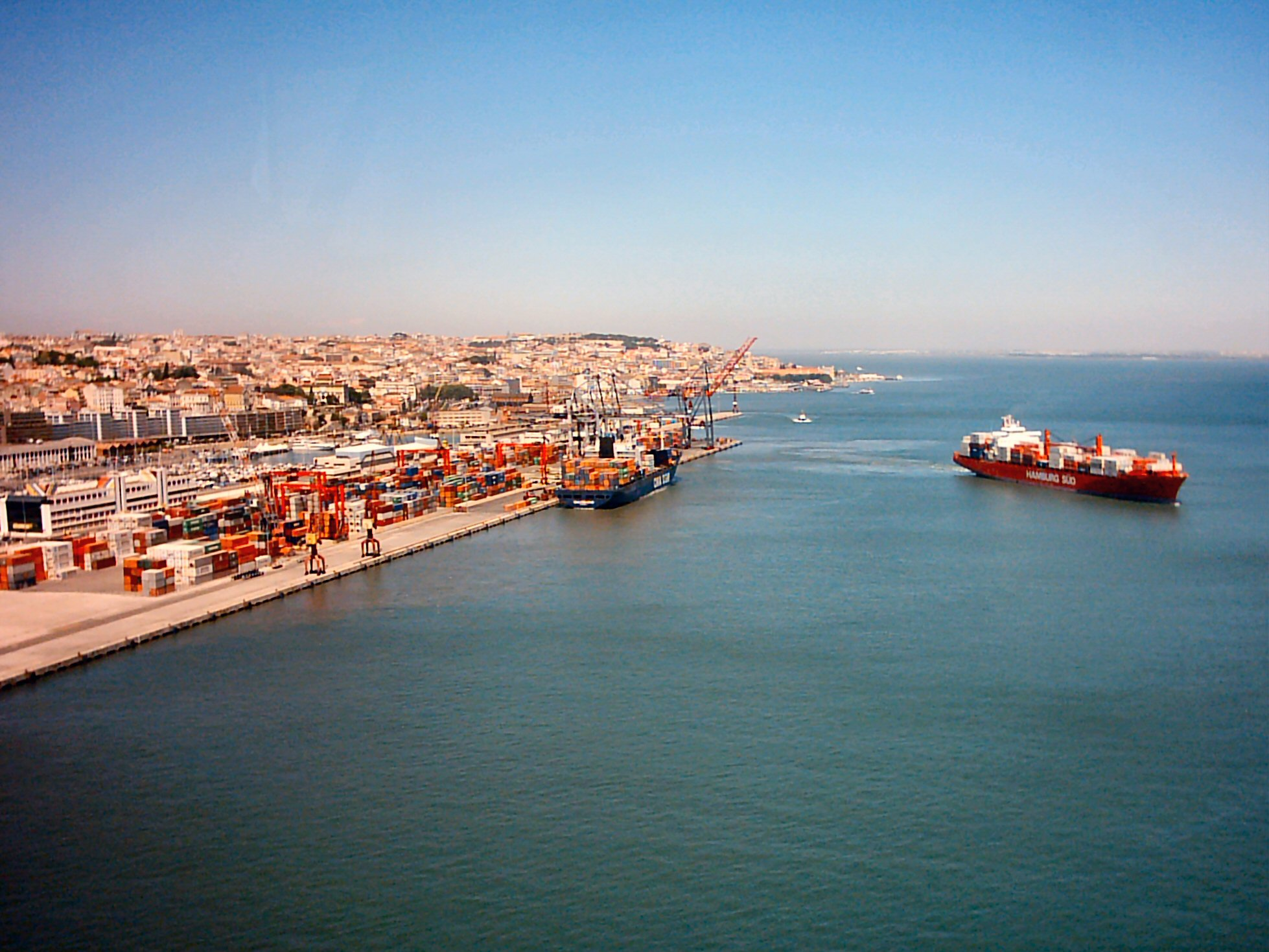
Terminal de carga

Este terminal está particularmente direccionado para o tráfego de alto-mar, constitui um elo entre Portugal Continental, a América e o continente africano. Possui um ramal ferroviário.
Multipurpose de Lisboa
Este terminal localizado em Santa Apolónia recebe principalmente navios que fazem Portugal Continental até às ilhas da Madeira e Açores.
Contentores de Santa Apolónia
Este terminal destina-se ao transporte marítimo de curta distância.
Multiusos do Beato
Este terminal tem capacidade para receber todo o tipo de carga, mas está especialmente equipado para carga geral e alguns granéis sólidos.
Granéis alimentares do Beato
Movimenta granéis sólidos alimentares.
Multiusos do Poço Bispo
Movimenta todos os tipos de carga, embora, por ordem de importância, movimente mais granéis sólidos e carga geral.
Alhandra (Iberol)
Este terminal recebe descargas de óleo e seus derivados, sendo feita através de barcaças que transportam a carga dos navios que ficam ancorados no meio do rio.
Alhandra (Cimpor)
Este terminal movimenta granéis sólidos para a produção de cimento.
Granéis alimentares da Trafaria
De águas profundas é um dos maiores terminais da Europa tendo a capacidade de 20000 toneladas que se destinam ao armazenamento de cereais e seus derivados, assim como derivados de óleo e outros produtos agro-alimentares. Este terminal está preparado para receber navios Panamax e Capesize.
Granéis alimentares de Palença
Movimenta granéis sólidos e líquidos, sendo estas mercadorias derivadas do óleo.
Seixal
Recebe principalmente granéis sólidos.
Barreiro
Recebe sobretudo granéis sólidos como biletes, ferro e aço.
Líquidos da Banática
Movimenta principalmente gasóleo, fuel óleo, asfaltos, LPG e produtos químicos.
Líquidos do Porto Brandão
Este terminal recebe navios-tanque até 180m, com combustíveis líquidos.
Líquidos do Porto dos Buchos
Destina-se principalmente ao gás butano e propano, gasóleo e óleos minerais.
Marítimo de Porto Brandão
Recebe e armazena combustíveis líquidos, sendo também uma estação de limpeza e de desgasificação dos navios.
Granéis líquidos do Barreiro
Movimenta fuel, gasóleo, amoníaco, ácido fosfórico e acrilonitrilo.
Cais avançado de Alcântara
Neste cais é movimentada a carga Ro-Ro. Este cais é direccionado para cargas e descargas de automóveis devido à sua proximidade com o centro da cidade, exigindo, por isso, cuidados de segurança especiais.

## Terminais de cruzeiros[2]
Rocha Conde de Óbidos
Tem capacidade de receber três navios ao mesmo tempo, está equipado com elementos de segurança raio-X para os passageiros e bagagens, permitindo fazer operações de embarque, desembarque e trânsito. No interior desde terminal existem lojas e telefones públicos. Este terminal dispõe ainda de parque para autocarros, shuttle para o centro da cidade, de uma praça de táxis e um posto de informação turística.
Alcântara
Permitindo receber dois navios simultaneamente, este terminal tem equipamento Raio-X para passageiros e bagagem e permite realizar embarque, desembarque e trânsito. No interior tem lojas e telefones públicos e no exterior parque para autocarros, shuttle para o centro da cidade e praça de táxis.
Santa Apolónia
Principal terminal de cruzeiros e Lisboa, cuja actividade está concessionada à empresa Lisbon Cruise Terminals, que fez construir na área do Jardim do Tabaco a Santa Apolónia um novo terminal, moderno e adequado às necessidades actuais, nomeadamente dando todas as condições a operações de embarque e desembarque de cruzeiros. Este terminal tem equipamento de Raio-X e bagagem de mão, realizando apenas operações de trânsito. No interior tem lojas e telefones públicos, no exterior parque para autocarros, shuttle para o centro da cidade e praça de táxis.

## Docas de recreio[3]
Alcântara
Com capacidade para 427 embarcações com comprimento superior a 6 m, e 15 com comprimento inferior a 6m. Esta doca tem serviços como: posto de recepção, electricidade nas passagens, recolha de lixo, sistemas de segurança e de comunicação, balneários e serviço de meteorologia.
Belém
Pode receber 170 embarcações com comprimento superior a 6m, e 24 de comprimento inferior. Oferece serviços como: passagens flutuantes, água, posto de recepção, água e electricidade nas passagens, aguada e combustíveis em cais, recolha de lixo, auxílio mecânico, oficina, sistemas de segurança e de comunicação, balneários e serviços de meteorologia.
Bom Sucesso
Pode receber 141 embarcações com comprimento superior a 6m, e 22 de comprimento inferior. Beneficia de serviços como: passadeiras flutuantes, água, posto de recepção, água e electricidade nas passagens, aguada e combustíveis em cais, recolha de lixo, sistemas de segurança e de comunicação, balneários e serviço de meteorologia.
Santo Amaro
Esta doca tem capacidade de 237 embarcações com comprimento inferior a 6 m, e 94 de comprimento inferior. Disponibiliza serviços de passagens flutuantes, posto de recepção, água e electricidade nas passagens, aguada em cais, recolha de lixo, sistemas de segurança e comunicação, balneários e serviços de meteorologia.

## Ambiente
O porto de Lisboa situa-se num estuário vasto e muito variável do ponto de vista dos valores nacionais. A maior parte dessa área está sob jurisdição portuária, sendo abrangida por estatutos de conservação da natureza:
- Em termos nacionais, como Área Protegida e chama-se Reserva Natural do Estuário do Tejo;
- Em termos comunitários, como sítio da Rede Natura 2000, resultante do interesse da conservação, se for das espécies designa-se Zona de Protecção Especial de Estuário do Tejo, se for pela existência de Habitats designa-se Sítio de Importância Comunitária, pode ainda ser considerado como local de integração da Rede de Reservas Biogenéticas do Conselho da Europa;
- Em termos internacionais, como local integrado na lista de sítios da Convenção de Ramsar tendo em conta as zonas húmidas de importância internacional, particularmente como habitat de aves aquáticas.

A área de jurisdição portuária esta limitada pelos territórios dos onze municípios que abraçam o estuário do Tejo: Alcochete, Almada, Barreiro, Lisboa, Loures, Moita, Montijo, Oeiras, Seixal e Vila Franca de Xira.
Como parte da área de operações do porto de Lisboa se situa na zona central das cidades confinantes, por vezes os interesses do porto entram em conflito com os das cidades que integram o estuário, e com a conservação da natureza. Tendo em conta esse facto, a Administração do Porto de Lisboa promove uma atitude de conciliação das suas actividades e projectos com os das populações.
A APL tem ainda uma gestão contínua das questões ambientais, relativamente aos navios, à operação portuária, e às actividades como reparação naval e náutica de recreio.

## Acessibilidades
O estuário do Tejo tem uma dimensão de 50 km, e entre 2 a 14 km de largura, tendo o principal canal de acesso ao porto uma profundidade de -15,5m ZH, o que permite o transporte de mercadorias entre as duas margens do rio.
O porto de Lisboa tem ligações às redes ferroviária e rodoviária de Lisboa, e estas, por sua vez, às redes nacional e transeuropeia de transportes.
O acesso ferroviário ao porto conta com a Linha do Norte na margem norte, e a Linha do Sul na margem Sul. Para o acesso a outros países, o porto utiliza a Linha do Norte, que par sua vez se interliga à Linha do Minho em direção o Noroeste Espanhol, à Linha da Beira Alta direcionada para o centro de Espanha e a restante Europa, e ao Ramal de Cáceres que tem ligação directa com Madrid e a Estremadura espanhola.
As ligações rodoviárias ao porto efectuam-se em ambas as margens com recurso às várias auto-estradas e vias rápidas. Em ambas as margens encontram-se diversas vias de interligação regional, tais como o Eixo Norte-Sul, a Segunda Circular, a A36 (CRIL), a A9 (CREL), A33, A39, entre outros. De entre os principais eixos nacionais de ligação ao porto destacam-se a A1 em direção ao norte de Portugal, a A2 direcionada ao Sul, a A5 para Cascais, a A8 na direção do oeste de Portugal, a A12 na travessia da Ponte Vasco da Gama, entre outras. Estes eixos interligam-se, por sua vez, com ligações internacionais efectuadas através da A3, A6, A25, A28 e IP4, entre outras.